# جوزف وبر
جوزف وبر (انگلیسی: Josef Weber; ۱۸ آوریل ۱۸۹۸ – ۵ مارس ۱۹۷۰) بازیکن فوتبال اهل آلمان بود.
وی همچنین در تیم ملی فوتبال آلمان بازی کرده‌است.